# Citadel van Erbil
De Citadel van Erbil (Arabisch: قلعة أربيل; Koerdisch: Qelay Hewlêr) is een tell of nederzettingsheuvel en het historische centrum van Erbil in Iraaks-Koerdistan. Het is een van de steden in het Nabije Oosten waarvan beweerd wordt dat het de langst bewoonde nederzetting ter wereld is. De citadel is in 2010 door Irak voorgedragen voor de Werelderfgoedlijst van UNESCO. Tijdens de 38e sessie van de Commissie voor het Werelderfgoed in juni 2014 werd de citadel erkend als werelderfgoed.

## Geschiedenis
De vroegste aanwijzingen voor bewoning van de citadelheuvel dateren uit het 5e millennium v.Chr., en mogelijk nog vroeger. Erbil komt voor het eerst voor in historische documenten uit de Ur III periode en was een belangrijke stad gedurende de Neo-Assyrische periode. Erbil was een belangrijk christelijk centrum gedurende de Sassanidische periode en het Abbasidische Kalifaat. Het belang van Erbil nam af nadat de citadel in 1258 werd ingenomen door de Mongolen. De citadel werd ingrijpend gewijzigd in de 20e eeuw, als gevolg waarvan een aantal historische huizen en publieke gebouwen afgebroken werden. In 2007 werd de High Commission for Erbil Citadel Revitalization (HCECR) opgericht om de restauratie van de citadel te begeleiden. Alle bewoners van de citadel, met uitzondering van één familie om de continuïteit van bewoning te garanderen, moesten verhuizen ter voorbereiding op de restauratie. Sindsdien zijn door verschillende internationale onderzoeksteams en in samenwerking met lokale specialisten archeologisch onderzoek en restauratiewerkzaamheden op en rond de citadelheuvel uitgevoerd. De verwachting is dat er, na beëindiging van deze werkzaamheden, 50 families op de citadelheuvel kunnen wonen.

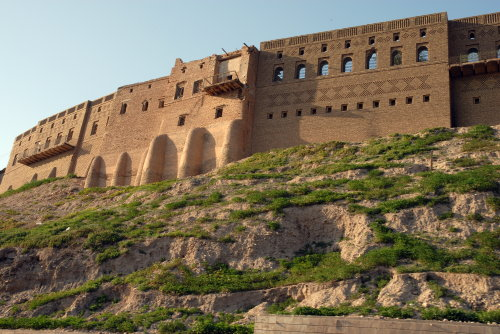
Gerestaureerde façades van huizen aan de zuidkant van de citadel

## Architectuur
De bebouwing boven op de heuvel beslaat een ovaal gebied ter grootte van 430 bij 340 m (102.000 m²). De citadelheuvel is tussen 25 en 32 m hoog. Toen de citadel nog volledig bewoond was, bestond hij uit drie districten of mahallas: van oost naar west de Serai, de Takya en de Topkhana. De Serai werd bewoond door aanzienlijke families, de Takya was vernoemd naar de huizen van derwisjen en de Topkhana was het district van de handwerkslieden en boeren. Het enige religieuze bouwwerk dat momenteel nog op de citadel staat is de Mulla Afandi moskee.

## Bron
- Dit artikel of een eerdere versie ervan is een (gedeeltelijke) vertaling van het artikel Citadel of Arbil op de Engelstalige Wikipedia, dat onder de licentie Creative Commons Naamsvermelding/Gelijk delen valt. Zie de bewerkingsgeschiedenis aldaar.